# Martrin
Martrin é uma comuna francesa na região administrativa de Occitânia, no departamento de Aveyron. Estende-se por uma área de 23,31 km². Em 2010 a comuna tinha 231 habitantes (densidade: 9,9 hab./km²).